# Zapasy na Letnich Igrzyskach Olimpijskich 2000 – kategoria do 54 kg w stylu klasycznym
Zmagania mężczyzn do 54 kg to jedna z ośmiu męskich konkurencji w zapasach w stylu klasycznym rozgrywanych podczas Letnich Igrzysk Olimpijskich 2000. Pojedynki w tej kategorii wagowej odbyły się w dniach 24 – 26 września.

## Klasyfikacja[1]
| Pozycja | Nazwisko                    | Kraj              |
| ------- | --------------------------- | ----------------- |
| 1       | Sim Gwon-ho                 | Korea Południowa  |
| 2       | Lázaro Rivas                | Kuba              |
| 3       | Kang Yong-gyun              | Korea Północna    |
| 4       | Andrij Kałasznikow          | Ukraina           |
| 5       | Alfred Ter-Mykyrtczian      | Niemcy            |
| 6       | Wang Hui                    | Chiny             |
| 7       | Natiq Eyvazov               | Azerbejdżan       |
| 8       | Uran Kaliłow                | Kirgistan         |
| 9       | Rakymżan Äsembekow          | Kazachstan        |
| 10      | Muhammad Mustafa Abu al-Ila | Egipt             |
| 11      | Ercan Yıldız                | Turcja            |
| 12      | Aleksiej Szewcow            | Rosja             |
| 13      | Marian Sandu                | Rumunia           |
| 14      | Hasan Rangraz               | Iran              |
| 15      | Aleksandre Cercwadze        | Gruzja            |
| 16      | Petr Švehla                 | Czechy            |
| 17      | Steven Mays                 | Stany Zjednoczone |
| 18      | Tero Katajisto              | Finlandia         |
| 19      | Dariusz Jabłoński           | Polska            |
| 20      | Jotham Pellew               | Nowa Zelandia     |

## Zasady[2]
- PP — Na punkty (Pokonany zdobył punkty)
- PO — Na punkty (Pokonany bez punktów)
- ST — Przewaga (10 punktów różnicy, pokonany bez punktów)
- SP — Przewaga (10 punktów różnicy, pokonany zdobył punkty)
- TO — Nokaut

## Wyniki[3]

### Rundy eliminacyjne

#### Grupa 1
| Zawodnik               | W | P | Punkty | Punkty techniczne |
| ---------------------- | - | - | ------ | ----------------- |
| Alfred Ter-Mykyrtczian | 2 | 0 | 6      | 8                 |
| Aleksandre Cercwadze   | 1 | 1 | 3      | 4                 |
| Tero Katajisto         | 0 | 2 | 1      | 2                 |

|                        |                        | Punkty | Punkty techniczne |
| ---------------------- | ---------------------- | ------ | ----------------- |
| Alfred Ter-Mykyrtczian | Aleksandre Cercwadze   | 3-0 PO | 5-0               |
| Tero Katajisto         | Alfred Ter-Mykyrtczian | 0-3 PO | 0-3               |
| Aleksandre Cercwadze   | Tero Katajisto         | 3-1 PP | 4-2               |

#### Grupa 2
| Zawodnik           | W | P | Punkty | Punkty techniczne |
| ------------------ | - | - | ------ | ----------------- |
| Sim Gwon-ho        | 2 | 0 | 7      | 12                |
| Rakymżan Äsembekow | 1 | 1 | 5      | 9                 |
| Dariusz Jabłoński  | 0 | 2 | 0      | 2                 |

|                    |                    | Punkty | Punkty techniczne |
| ------------------ | ------------------ | ------ | ----------------- |
| Dariusz Jabłoński  | Sim Gwon-ho        | 0-4 ST | 0-10              |
| Rakymżan Äsembekow | Dariusz Jabłoński  | 4-0 TO | 4:14              |
| Sim Gwon-ho        | Rakymżan Äsembekow | 3-1 PP | 2-2               |

#### Grupa 3
| Zawodnik      | W | P | Punkty | Punkty techniczne |
| ------------- | - | - | ------ | ----------------- |
| Wang Hui      | 2 | 0 | 6      | 16                |
| Hasan Rangraz | 1 | 1 | 4      | 10                |
| Petr Švehla   | 0 | 2 | 2      | 5                 |

|               |               | Punkty | Punkty techniczne |
| ------------- | ------------- | ------ | ----------------- |
| Petr Švehla   | Wang Hui      | 1-3 PP | 3-8               |
| Hasan Rangraz | Petr Švehla   | 3-1 PP | 8-2               |
| Wang Hui      | Hasan Rangraz | 3-1 PP | 8-2               |

#### Grupa 4
| Zawodnik         | W | P | Punkty | Punkty techniczne |
| ---------------- | - | - | ------ | ----------------- |
| Kang Yong-gyun   | 1 | 1 | 4      | 17                |
| Aleksiej Szewcow | 1 | 1 | 4      | 16                |
| Marian Sandu     | 1 | 1 | 4      | 16                |

|                  |                  | Punkty | Punkty techniczne |
| ---------------- | ---------------- | ------ | ----------------- |
| Kang Yong-gyun   | Marian Sandu     | 1-3 PP | 7-8               |
| Aleksiej Szewcow | Kang Yong-gyun   | 1-3 PP | 5-10              |
| Marian Sandu     | Aleksiej Szewcow | 1-3 PP | 8-11              |

#### Grupa 5
| Zawodnik                    | W | P | Punkty | Punkty techniczne |
| --------------------------- | - | - | ------ | ----------------- |
| Andrij Kałasznikow          | 3 | 0 | 11     | 30                |
| Uran Kaliłow                | 2 | 1 | 7      | 13                |
| Muhammad Mustafa Abu al-Ila | 1 | 2 | 5      | 8                 |
| Steven Mays                 | 0 | 3 | 1      | 3                 |

|                             |                             | Punkty | Punkty techniczne |
| --------------------------- | --------------------------- | ------ | ----------------- |
| Uran Kaliłow                | Steven Mays                 | 4-0 ST | 10-0              |
| Muhammad Mustafa Abu al-Ila | Andrij Kałasznikow          | 1-4 SP | 2-16              |
| Uran Kaliłow                | Muhammad Mustafa Abu al-Ila | 3-1 PP | 3-1               |
| Steven Mays                 | Andrij Kałasznikow          | 0-4 ST | 0-11              |
| Uran Kaliłow                | Andrij Kałasznikow          | 0-3 PO | 0-3               |
| Steven Mays                 | Muhammad Mustafa Abu al-Ila | 1-3 PP | 3-5               |

#### Grupa 6
| Zawodnik      | W | P | Punkty | Punkty techniczne |
| ------------- | - | - | ------ | ----------------- |
| Lázaro Rivas  | 3 | 0 | 11     | 31                |
| Natiq Eyvazov | 2 | 1 | 8      | 14                |
| Ercan Yıldız  | 1 | 2 | 4      | 16                |
| Jotham Pellew | 0 | 3 | 0      | 0                 |

|               |               | Punkty | Punkty techniczne |
| ------------- | ------------- | ------ | ----------------- |
| Ercan Yıldız  | Lázaro Rivas  | 0-4 ST | 0-10              |
| Jotham Pellew | Natiq Eyvazov | 0-4 ST | 0-10              |
| Ercan Yıldız  | Jotham Pellew | 4-0 ST | 16-0              |
| Lázaro Rivas  | Natiq Eyvazov | 3-1 PP | 6-1               |
| Ercan Yıldız  | Natiq Eyvazov | 0-3 PO | 0-3               |
| Lázaro Rivas  | Jotham Pellew | 4-0 ST | 15-0              |

### Runda finałowa
|  | Ćwierćfinały           | Ćwierćfinały           | Ćwierćfinały |  |  | Półfinały          | Półfinały          | Półfinały    |   |             | Finał              | Finał              | Finał       |
|  |                        |                        |              |  |  |                    |                    |              |   |             |                    |                    |             |
|  | Alfred Ter-Mykyrtczian | Alfred Ter-Mykyrtczian | 4            |  |  |                    |                    |              |   |             |                    |                    |             |
|  | Sim Gwon-ho            | Sim Gwon-ho            | 6            |  |  | Sim Gwon-ho        | Sim Gwon-ho        | 10           |   |             |                    |                    |             |
|  | Wang Hui               | Wang Hui               | 5            |  |  | Kang Yong-gyun     | Kang Yong-gyun     | 0            |   |             |                    |                    |             |
|  | Kang Yong-gyun         | Kang Yong-gyun         | 10           |  |  |                    |                    |              |   | Sim Gwon-ho | Sim Gwon-ho        | 8                  |             |
|  |                        |                        |              |  |  |                    | Lázaro Rivas       | Lázaro Rivas | 0 |             |                    |                    |             |
|  |                        |                        |              |  |  | Andrij Kałasznikow | Andrij Kałasznikow | 0            |   |             |                    |                    |             |
|  |                        |                        |              |  |  | Lázaro Rivas       | Lázaro Rivas       | 11           |   |             | o 3 miejsce        | o 3 miejsce        | o 3 miejsce |
|  |                        |                        |              |  |  |                    |                    |              |   |             |                    |                    |             |
|  |                        |                        |              |  |  |                    |                    |              |   |             | Kang Yong-gyun     | Kang Yong-gyun     | 7           |
|  |                        |                        |              |  |  |                    |                    |              |   |             | Andrij Kałasznikow | Andrij Kałasznikow | 0           |

|  |                        |   |
|  | o 5 miejsce            |   |
|  |                        |   |
|  |                        |   |
|  |                        |   |
|  | Alfred Ter-Mykyrtczian | 6 |
|  | Alfred Ter-Mykyrtczian | 6 |
|  | Wang Hui               | 0 |
|  | Wang Hui               | 0 |
|  |                        |   |